# Хек, Джозеф Джон
Джозеф Джон Хек (англ. Joseph John Heck; род. 30 октября 1961, Джамейка, Нью-Йорк[…]) — американский врач и политик, который с 2011 по 2017 год был представителем США в 3-м избирательном округе штата Невада. Хек — генерал-майор армии США и сертифицированный врач, ранее занимавший пост сенатора штата Невада с 2004 по 2008 год. Баллотировался в Сенат США в 2016 году, проиграв Кэтрин Кортес Масто.

## Личная жизнь
Хек проживает в Хендерсоне, штат Невада, со своей женой Лизой Хек (урожденной Маттьелло). У них трое детей. Лиза работает медсестрой. Хек — католик. Он считает, что работодатели имеют право отказать в медицинской страховке для контрацепции, если у них есть моральные возражения против этого. Он активно работает с Парадайс-постом 149 Американского легиона (англ. American Legion Paradise Post 149), Советом рыцарей Колумба 13456 и Постом 1947 ветеранов католической войны (англ. Catholic War Veterans Post 1947). Также является членом Группы реформаторов из Issue One.